# БАА в сезоні 1948–1949
Сезон БАА 1948–1949 був третім і останнім сезоном Баскетбольної асоціації Америки (БАА), яка з наступного сезону об'єдналася з Національною баскетбольною лігою, утворивши Національну баскетбольну асоціацію (НБА). Оскільки НБА включає до своєї статистики результати сезонів БАА, цей сезон також вважається статистично третім сезоном Національної баскетбольної асоціації.
Переможцями сезону стали «Міннеаполіс Лейкерс», які здолали у фінальній серії «Вашингтон Кепітолс».

## Регламент змагання
Участь у сезоні брали 12 команд, розподілених між двома дивізіонами.
По ходу регулярного сезону кожна з команд-учасниць провела по 60 ігор.
До стадії плей-оф, яка проходила за олімпійською системою, виходили по чотири найкращі команди кожного з дивізіонів. Уперше в історії БАА плей-оф проходив за схемою, яка згодом стала традиційною для НБА, — змагання проходили окремо серед команд кожного з дивізіонів, за результатами яких визначалися чемпіони дивізіонів, які виходили до Фіналу, в якому визначали чемпіона сезону у серії ігор до чотирьох перемог.

## Регулярний сезон

### Підсумкові таблиці за дивізіонами
| # | Східний                  | Східний | Східний | Східний | Східний |
| # | Команда                  | В       | П       | %П      | Відст   |
| - | ------------------------ | ------- | ------- | ------- | ------- |
| 1 | x-«Вашингтон Кепітолс»   | 38      | 22      | .633    | –       |
| 2 | x-«Нью-Йорк Нікс»        | 32      | 28      | .533    | 6       |
| 3 | x-«Балтимор Буллетс»     | 29      | 31      | .483    | 9       |
| 4 | x-«Філадельфія Ворріорс» | 28      | 32      | .467    | 10      |
| 5 | «Бостон Селтікс»         | 25      | 35      | .417    | 13      |
| 6 | «Провіденс Стімроллерс»  | 12      | 48      | .200    | 26      |

| # | Західний                | Західний | Західний | Західний | Західний |
| # | Команда                 | В        | П        | %П       | Відст    |
| - | ----------------------- | -------- | -------- | -------- | -------- |
| 1 | x-«Рочестер Роялс»      | 45       | 15       | .750     | –        |
| 2 | x-«Міннеаполіс Лейкерс» | 44       | 16       | .733     | 1        |
| 3 | x-«Чикаго Стегс»        | 38       | 22       | .633     | 7        |
| 4 | x-«Сент-Луїс Бомберс»   | 29       | 31       | .483     | 16       |
| 5 | «Форт-Вейн Пістонс»     | 22       | 38       | .367     | 23       |
| 6 | «Індіанаполіс Джетс»    | 18       | 42       | .300     | 27       |

Легенда:
- x – Учасники плей-оф

## Плей-оф
Переможці пар плей-оф позначені жирним. Цифри перед назвою команди відповідають її позиції у підсумковій турнірній таблиці регулярного сезону конференції. Цифри після назви команди відповідають кількості її перемог у відповідному раунді плей-оф.
|  | Півфінали дивізіонів | Півфінали дивізіонів | Півфінали дивізіонів |             |   | Фінали дивізіонів | Фінали дивізіонів | Фінали дивізіонів |  |  | Фінал БАА | Фінал БАА   | Фінал БАА |
|  |                      |                      |                      |             |   |                   |                   |                   |  |  |           |             |           |
|  | 1                    | Рочестер             | 2                    |             |   |                   |                   |                   |  |  |           |             |           |
|  | 4                    | Сент-Луїс            | 0                    |             |   |                   |                   |                   |  |  |           |             |           |
|  | 4                    | Сент-Луїс            | 0                    |             | 1 | Рочестер          | 0                 |                   |  |  |           |             |           |
|  | Західний Дивізіон    |                      |                      |             | 1 | Рочестер          | 0                 |                   |  |  |           |             |           |
|  |                      |                      | 2                    | Міннеаполіс | 2 |                   |                   |                   |  |  |           |             |           |
|  | 3                    | Чикаго               | 2                    | Міннеаполіс | 2 | 0                 |                   |                   |  |  |           |             |           |
|  | 3                    | Чикаго               |                      |             |   | 0                 |                   |                   |  |  |           |             |           |
|  | 2                    | Міннеаполіс          | 2                    |             |   |                   |                   |                   |  |  |           |             |           |
|  |                      |                      |                      |             |   |                   |                   |                   |  |  | W2        | Міннеаполіс | 4         |
|  |                      |                      | E1                   | Вашингтон   | 2 |                   |                   |                   |  |  |           |             |           |
|  | 1                    | Вашингтон            | 2                    |             |   |                   |                   |                   |  |  |           |             |           |
|  | 4                    | Філадельфія          | 0                    |             |   |                   |                   |                   |  |  |           |             |           |
|  | 4                    | Філадельфія          | 0                    |             | 1 | Вашингтон         | 2                 |                   |  |  |           |             |           |
|  | Східний Дивізіон     |                      |                      |             | 1 | Вашингтон         | 2                 |                   |  |  |           |             |           |
|  |                      |                      | 2                    | Нью-Йорк    | 1 |                   |                   |                   |  |  |           |             |           |
|  | 3                    | Балтимор             | 2                    | Нью-Йорк    | 1 | 1                 |                   |                   |  |  |           |             |           |
|  | 3                    | Балтимор             |                      |             |   | 1                 |                   |                   |  |  |           |             |           |
|  | 2                    | Нью-Йорк             | 2                    |             |   |                   |                   |                   |  |  |           |             |           |

## Лідери сезону за статистичними показниками
| Показник                  | Гравець       | Команда               | Результат |
| ------------------------- | ------------- | --------------------- | --------- |
| Очки                      | Джордж Майкен | «Міннеаполіс Лейкерс» | 1,698     |
| Передачі                  | Боб Девіс     | «Рочестер Роялс»      | 321       |
| % влучань з гри           | Арні Різен    | «Рочестер Роялс»      | .423      |
| % влучань штрафних кидків | Боб Фірік     | «Вашингтон Кепітолс»  | .859      |

## Нагороди БАА

### Щорічні нагороди
- Перша збірна всіх зірок:
  - G   Макс Заслофскі, «Чикаго Стегс»
  - G/F Боб Девіс, «Рочестер Роялс»
  - C   Джордж Майкен, «Міннеаполіс Лейкерс»
  - F Джим Поллард, «Міннеаполіс Лейкерс»
  - F   Джо Фулкс, «Філадельфія Ворріорс»
- Друга збірна всіх зірок
  - C   Арні Різен, «Рочестер Роялс»
  - C   Боб Фірік, «Вашингтон Кепітолс»
  - F/C Бонс Маккінні, «Вашингтон Кепітолс»
  - G   Кен Сейлорс, «Провіденс Стімроллерс»
  - G   Джонні Логан, «Сент-Луїс Бомберс»